# Nella: Prințesa Cavaler
Nella: Prințesa Cavaler (engleză Nella the Princess Knight) este un serial de televiziune animat pentru preșcolari creat de Christine Ricci. Seria a debutat pe Nickelodeon și Nick Jr. în Statele Unite pe 6 februarie 2017.  Din februarie 2018, difuzarea de noi episoade s-a mutat pe canalul Nick Jr. Jucăriile produse pentru serie sunt fabricate de Vivid Imaginations. Serialul a fost scos din Paramount+ pe 1 ianuarie 2024 alături de Luminița.